# USS LST-122
O USS LST-122 foi um navio de guerra norte-americano da classe LST que operou durante a Segunda Guerra Mundial.